# Mokrzeckia menzeli
Mokrzeckia menzeli är en stekelart som beskrevs av Subba Rao 1981. Mokrzeckia menzeli ingår i släktet Mokrzeckia och familjen puppglanssteklar. Inga underarter finns listade i Catalogue of Life.